# Drukarnia Friedleina
Drukarnia Friedleina – drukarnia założona w 1833 r. Krakowie przez Daniela Friedleina w miejsce odkupionej drukarni Jana Maya.

## Historia
Drukarnia od 1848 roku do 1934 wydawała czasopismo konserwatystów pt. "Czas" pod redakcją Stanisława Koźmiana i Pawła Popiela. Spod prasy wyszło ok. pięćdziesiąt pozycji, m.in. Album 24 widoków Krakowa i okolicy opatrzony rysunkami Głowackiego. Po przejęciu drukarni przez Józefa Friedleina, późniejszego prezydenta Krakowa, wydała ona m.in. dramaty Lucjana Rydla opatrzone grafikami Stanisława Wyspiańskiego, prace Juliana Dunajewskiego, Józefa Szujskiego, zbiory poezji młodopolskiej oraz katalogi składowe i antykwarskie oficyny. W 1878 roku drukarnia nabyła wyłączność na sprzedaż komisową wydawnictw Akademii Umiejętności.
Druki charakteryzowały się poprawną typografią. Drukarnia istniała do 1956 roku. 

## Wybrane druki
- Lucjan Rydel, Na zawsze (1903) – z litografiami Procajłowicza
- Lucjan Rydel, Betlejem polskie (1903, 1906) – na 60. rocznicę drukarni
- Lucjan Rydel, Madejowe łoże stara klechda dla młodych czytelników: w XX pieśniach (1909)
- Lucjan Rydel, Poezje (1909)